# Де Мауро, Туллио
Туллио де Мауро (итал. Tullio De Mauro; 31 марта 1932, Торре-Аннунциата, Королевство Италия — 5 января 2017, Рим, Италия) — итальянский государственный деятель и языковед, министр народного образования Италии (2000—2001).

## Биография
Окончил Университет Сапиенца, где он был учеником известного ираниста Антонио Пальяро.
В 1951 г. он вступил в Итальянскую либеральную партию, входил в ее левое крыло.
Преподавал общее языкознание и руководил отделом филологических наук, а затем отделом филологии, лингвистики и литературоведения гуманитарного факультета Римского университета Сапиенца. Также преподавал на различных должностях в различных других итальянских университетах (Неаполь, Университет Востока (Неаполь), Палермо, Кьети, Салерно).
В 1963 г. он опубликовал свою первую книгу «Лингвистическая история объединенной Италии», а в 1967 г. — итальянский перевод «Курса общей лингвистики» Фердинанда де Соссюра.
Участвовал в политической жизни как беспартийный, симпатизирующий левым. В 1971 г. подписал декларацию солидарности с Lotta Continua. В 1975 г. был избран в региональный совет Лацио по спискам Итальянской коммунистической партии. В 1976—1978 гг. занимал должность регионального советника по культуре.
С 26 апреля 2000 по 11 июня 2001 гг. — министр образования во II кабинете Джулиано Амато.
Преподавал на гуманитарном факультете Римского университета, был действительным членом Академии делла Круска и Национальной академии деи Линчеи, а с 1989 г. — Европейской академии. Один из основоположников Итальянского лингвистического общества и его президент в 1969—1973 годах; в 1993—1997 годах президент Общества философии.
Сотрудничал с рядом итальянских СМИ: с еженедельником Il Mondo (1956—1964), с газетой Paese Sera (1966—1979), с еженедельником L’Espresso (с 1986 г.). Время от времени он сотрудничал с L’Unità, La Stampa, La Repubblica, Il manifest, Il Sole-24 Ore, Il Mattino и регулярно с Internazionale. С 1960 по 1973 г. часто сотрудничал с радио-и телевизионными передачами RAI, с которыми он возобновил сотрудничество в 1997—2000 гг. В некоторых публикациях он предвосхитил возможность использования языка эсперанто в контексте европейских институтов в качестве надежного «нейтрального интерфейса» при составлении нормативных текстов и официальных документов Европейского Союза.
Его старший брат, Мауро де Мауро, в 1970 г. был убит членами мафии из-за его журналистских расследований.

## Награды и звания
Большой крест ордена «За заслуги перед Итальянской Республикой» (2001).
Медаль за заслуги культуры и искусства (2007),
Почетный доктор Лёвенский католический университет (1999), Высшей нормальной школы Лиона (2005), Университета Васэда (2009), Бухарестского университета (2009), Университета Париж III Новая Сорбонна (2010).